# 吴家民
吴家民（1932年—），辽宁人，中国人民解放军将领、中国人民解放军中将。
1990年，授予中国人民解放军中将，曾任沈阳军区参谋长。